# Heritage Malta
en maltais : Patrimonju Malta (litt. : « Patrimoine Malte ») ou en anglais : Heritage Malta, est l'agence nationale maltaise pour les musées, le patrimoine culturel et la conservation des bâtiments. La protection, la promotion et l'accessibilité du patrimoine culturel, c'est « l’obligation de rendre accessible inclut l’obligation d’exposer, de rechercher, de rendre accessible pour la recherche, l’étude et le divertissement, le patrimoine culturel et de promouvoir la connaissance, la valorisation et la notoriété de ce patrimoine dans le principe d’inclusion sociale », comme dit dans la loi sur le patrimoine culturel.

## Histoire
Créée par la loi sur le patrimoine culturel (Cultural Heritage Act), promulgué en 2002, Heritage Malta remplace l'ancien département des musées. À l'origine le département des musées était chargé de la gestion des musées et de la préservation des collections. En 2002, il récupère en plus la gestion du patrimoine culturel maltais et principalement la préservation des sites archéologiques. En 2005, l'agence est également chargée de la reprise du centre maltais de la restauration pour devenir l'agence nationale chargée aussi de la conservation.

## Administration
Heritage Malta est sous le contrôle d'un surintendant nommé pour cinq ans renouvelable, représentée par un président et gouvernée par un conseil d'administration nommé par le ministre chargé du patrimoine culturel. Il est composé de cinq à neuf membres, dont un président, un vice-président, nommés par le ministre responsable, et un membre, nommé par le ministre responsable de Gozo. Les membres du conseil d'administration, qui peuvent être renommés, sont nommés pour une durée de trois ans à cinq ans, suivant leur lettre de nomination.
Le conseil d'administration nomme, pour une durée de trois ans renouvelable, un directeur général qui est responsable devant le président et le conseil.

## Sites protégés
- Għar Dalam
- Hypogée de Ħal Saflieni - Patrimoine mondial de l'UNESCO
- Temples de Tarxien - Patrimoine mondial de l'UNESCO
- Ġgantija - Patrimoine mondial de l'UNESCO
- Ħaġar Qim - Patrimoine mondial de l'UNESCO
- Mnajdra - Patrimoine mondial de l'UNESCO
- Skorba - Patrimoine mondial de l'UNESCO
- Ta' Ħaġrat - Patrimoine mondial de l'UNESCO
- Borġ in-Nadur
- Catacombes Saint-Paul
- Catacombes Ta' Bistra

## Sites non ouverts au public
- Tas-Silġ
- San Pawl Milqi
- Thermes de Għajn Tuffieħa
- Abbatija Tad-Dejr
- Catacombes de Salina
- Catacombes Tal-Mintna

## Musées gérés
- Musée national des Beaux-Arts - MUZA
- Musée national d'archéologie
- Musée national des sciences naturelles
- Musée national de la guerre
- Musée maritime
- Fort Saint-Ange
- Palais de l'Inquisiteur
- Appartements d’État
- Armurerie du Palais
- Domus Romana
- Musée d'archéologie
- Musée folklorique
- Musée de la Nature
- Ancienne Prison
- Moulin de Ta’ Kola

## Sources
- Cultural Heritage Act